# Hopwood-díj
A Hopwood-díj az Amerikai Egyesült Államok beli Michigani Egyetem (University of Michigan) legfőbb irodalmi ösztöndíja, melyet Avery Hopwood amerikai drámaíró alapított.
Avery Hopwood végakaratának megfelelően, földbírtokának egy-ötöde az egyetem vezetői kezébe került, hogy ők támogassák az írás művészetét. Először 1931-ben adtak át díjat. Ma, a Hopwood-ról elnevezett program hozzávetőleg 120 000$-t oszt szét minden évben a Michigani Egyetem fiatal tehetséges írói között.
Korábban Hopwood-díjjal jutalmaztak olyan, később hírnevet szerző írókat, mint Arthur Miller, John Malcolm Brinnin, Kristin Hatch, Robert Hayden, John Ciardi, Lawrence Joseph, Howard Moss, Betty Smith, Jane Kenyon, Mary Gaitskill, Davy Rothbart, Elizabeth Kostova, Marge Piercy, Frank O'Hara, Maritta Wolff, and Nancy Willard.
A díjat a következő kategóriákban ajánlák: dráma/forgatókönyv, esszé, regény, novella és vers. Ezeket is ketté osztják alap- és felsőfokú képzésen részt vevő hallgatók közt. A pénzdíj értéke általában 1000-6000$ között mozog.

## Külső hivatkozások
- Hopwood Awards